# Каменное (озеро, Осташковский район)
Каменное — озеро на севере Тверской области России, расположенное на территории Осташковского района.

## Расположение
Озеро Каменное находится в 32 км к северо-востоку от Осташкова. В 700 метрах от озера проходит железная дорога Бологое — Великие Луки. Лежит на высоте 224,2 метров.

## Описание
Происхождение озера моренно-аккумулятивное. Протяжённость с севера на юг составляет 3,1 км, максимальная ширина 2,4 км, средняя — 1, 65 км. Площадь водной поверхности 5,1 км². Берега низменные, заболоченные, покрыты низинными и верховыми болотами. Длина береговой линии — 8,8 км. На северо-восточном берегу расположена деревня Горовастица. На юго-востоке в Каменное впадает река Паника, на юге — безымянный ручей. Из северной части озера вытекает река Каменка (Тихменка), впадающая в озеро Тихмень. Площадь водосборного бассейна составляет 113 км². 20 июля 1994 года озеро было объявлено региональным памятником природы.

## Данные водного реестра
По данным государственного водного реестра России озеро относится к Балтийскому бассейновому округу, водохозяйственный участок реки — Шлина, речной подбассейн реки — Волхов. Относится к речному бассейну реки Нева (включая бассейны рек Онежского и Ладожского озера).
Код объекта в государственном водном реестре — 01040200111102000020751.